# Oberthuroplia perroti
Oberthuroplia perroti är en skalbaggsart som beskrevs av Marc Lacroix 1998. Oberthuroplia perroti ingår i släktet Oberthuroplia och familjen Melolonthidae. Inga underarter finns listade i Catalogue of Life.